# 諾沃塞洛 (維丁州)

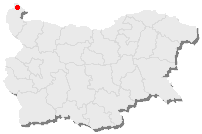

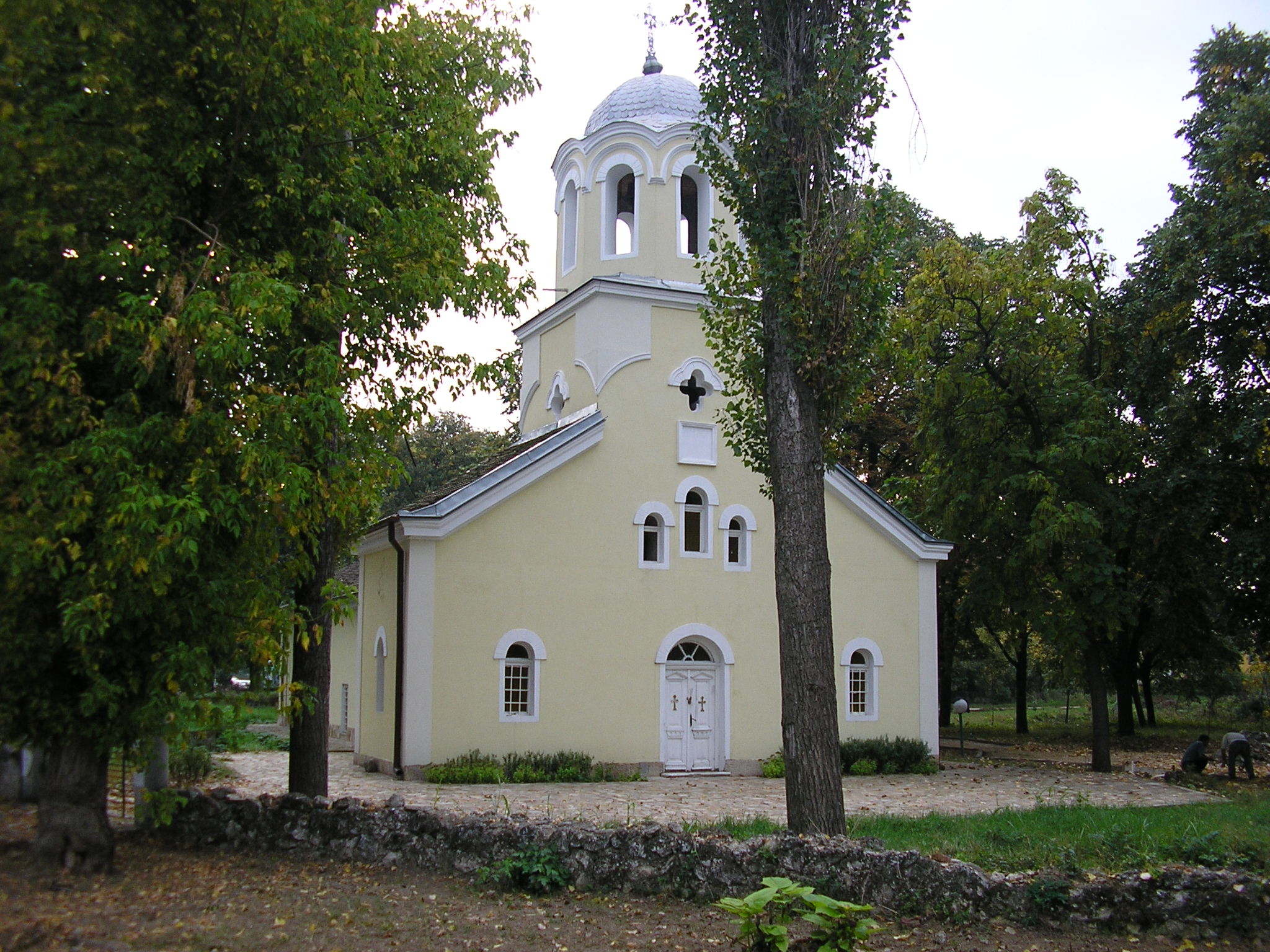

诺沃塞洛（直译 '新村'），是保加利亞西北部維丁州諾沃塞洛市鎮的村庄及行政中心，面積48.62平方公里，海拔高度50米，2015年人口1,122，人口密度每平方公里23.08人。